# Musée de l'Hôtel de Berny
Le Musée d'art local et d'histoire régionale est un des musées de la ville d'Amiens consacré à l'histoire et à l'art de la Picardie. 
Il est labellisé Musée de France. Ce musée est actuellement fermé pour travaux depuis 2006.

## Historique
Il fut créé grâce au legs que fit à la ville d'Amiens, en 1957, Gérard de Berny, ancien sénateur de la Somme pour qu'elle puisse ouvrir au public un musée sur l'art et l'histoire de la région. 
La donation était composée d'un hôtel particulier, de ses dépendances, de ses collections d’œuvres d'art, de meubles…
L'hôtel de Berny avait été bâti de 1633 à 1634 pour les Trésoriers de France de la généralité de Picardie. Il avait été remanié au XIXe siècle.
Il est de style Louis XIII, c'est-à-dire construit en brique et pierre, avec un grand corps de logis et deux pavillons en retour caractéristiques du début du XVIIe siècle. En 1636, lors du siège de Corbie, le cardinal de Richelieu dans l'hôtel. 
En 1790, la charge de Trésorier de France fut supprimée et l'hôtel vendu. Il devint une propriété privée. 
Sous le Second Empire, le marquis de Landreville fit construire les communs sur les plans de l'architecte Louis Henry Antoine et les frères Duthoit réalisèrent des sculptures de la façade et décorèrent l'intérieur de l'hôtel.
En 1866, Charles de Berny acquiert l'hôtel. En 1884, Gérard de Berny et son frère Pierre héritent de l’hôtel. Devenu unique propriétaire en 1930, Gérard de Berny fit construire, en 1934-1935, le pavillon du Zodiaque. Il rassembla dans l'hôtel : meubles, boiseries, tapisseries, tableaux, sculptures... L'hôtel fut pillé par les Allemands pendant la Seconde Guerre mondiale. Après la guerre, Gérard de Berny reconstitua ses collections et légua le musée à la ville d'Amiens pour qu'elle en fit un musée à la gloire de la Picardie et des Picards, le musée ouvrit ses portes le 13 juillet 1966.

## Collections
Les collections rassemblent :
- dans la salle à manger, une cheminée monumentale soutenue par des atlantes, attribués à Jean Goujon, provenant de l'hôtel de Robert de Montesquiou, à Neuilly-sur-Seine[3] ;
- de belles tapisseries (XVIIe siècle) et de belles boiseries XVIIIe siècle dont celles du salon La Fayette provenant du château de La Grange-Bléneau, au décor peint de guirlandes de fleurs, celles de la chambre dorée et celles de la bibliothèque provenant de l'abbaye de Corbie[3] ;
- des meubles Louis XV et Louis XVI comme les fauteuils recouverts en tapisseries d'Aubusson illustrant les Fables de La Fontaine, dans le salon Lafayette, signés par François Foliot (le Jeune), Sené père ou Pierre Roussel, le lit à baldaquin de la chambre dorée, au premier étage[3] ainsi que
- des céramiques de Montières de style Art nouveau et Art déco ;
- des peintures de Lagrenée, d'Isabey et des pastels de Choderlos de Laclos ;
- des pièces d'horlogerie ou des ferronneries du XVIe au XXe siècle.
- une collection de faïences de la période révolutionnaire, et surtout,

Elles réunissent également des souvenirs relatifs aux personnalités qui ont marqué la vie locale ou nationale comme :
- Vincent Voiture
- Jean-Baptiste Gresset (1709-1777), dramaturge et poète français,
- Choderlos de Laclos,
- Jules Verne,
- Édouard Branly,
- le Maréchal Leclerc...

Dans la pavillon du Zodiaque, construit dans les années 1930 pour devenir le salon à musique : 
- de magnifiques boiseries du XVIIIe provenant du château de Long, dues aux frères Huet et le décor représentant les signes du zodiaque au peintre abbevillois Pierre-Adrien Choquet,
- un remarquable clavecin de Ioannes Ruckers, datant de 1612[4],
- une harpe de style Louis XVI[3].

## Le jardin
Le jardin, situé à l'arrière du bâtiment, a été conçu par Gérard de Berny. Il est composé de quatre entités : le jardin japonais, le jardin à la française, le jardin romantique sous la forme d'un cloître et le jardin mauresque. 
Sur la terrasse haute, au centre du jardin à la française composé de parterres de gazon délimités par des boules de buis aux angles, se trouve un bassin. Dans l’angle sud-est, un cloître gothique est tapissé de lierre ; une fontaine du XVIIIe siècle y fut placée en 1957. Dans la plupart des espaces se trouve une fontaine ou un bassin, des sculptures en pierre ou en métal, des vases monumentaux, des lanternes et un grand treillage complètent la décoration.

## Fréquentation
| Année | Entrées gratuites | Entrées payantes | Total |
| ----- | ----------------- | ---------------- | ----- |
| 2001  | 1 778             | 300              | 2 078 |
| 2002  | 2 956             | 445              | 3 401 |
| 2003  | 2 716             | 277              | 2 993 |
| 2004  | 2 740             | 214              | 2 954 |
| 2005  | 2 755             | 72               | 2 827 |
| 2006  | 139               | 336              | 475   |

## Pour approfondir